# Bandeira da Flandres

Bandeira de Flandres. Proporção 2:3.

A bandeira da Flandres é uma bandeira armoriada, ou seja tem a aplicação de brasão de armas aplicado. O desenho básico vem desde o século XII. Foi oficializada em 11 de julho de 1985.
A bandeira consiste em um leão negro rompante em um fundo amarelo.

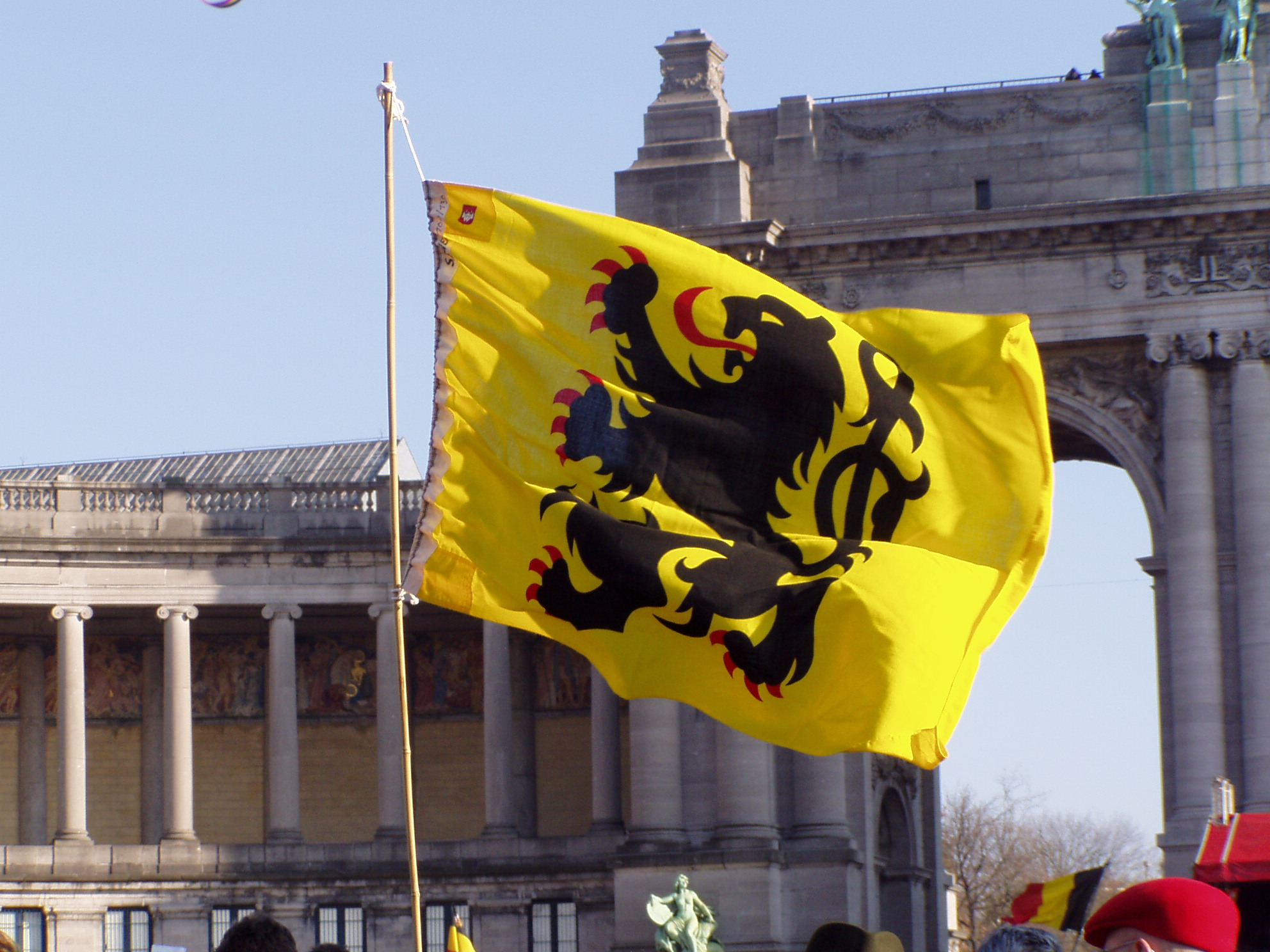
Bandeira sendo hasteada numa passeata em Bruxelas, 2007.